# 南武鉄道1001形電気機関車
南武鉄道1001形電気機関車（なんぶてつどう1001がたでんききかんしゃ）は、南武鉄道（現在のJR東日本南武線）が、1928年（昭和3年）から翌1929年（昭和4年）にかけて新製した直流用電気機関車である。
後年、南武鉄道が保有する路線の戦時買収・国有化に伴って本形式も国鉄（当時の鉄道省）籍へ編入され、ED34形と改番された。

## 概要
1928年（昭和3年）に1000形1001・1002が、翌1929年（昭和4年）に1003・1004が、それぞれ日立製作所において新製された。
鉄道省が保有するED15形の設計を踏襲した50t級の箱形車体を備え、同時期に日立製作所において新製された富士身延鉄道210形などと共通する特徴を有するが、主電動機の定格出力など一部の仕様が異なる。
構体部の設計は車体の前後にデッキを持たない純然たる箱形で、乗務員扉は前後妻面中央部のほか左右側面にも備える。その他、前後妻面に屋根上機器点検用の梯子を備える点が外観上の特徴である。集電装置は菱形パンタグラフを採用、1両当たり2基搭載するが、搭載位置を台車心皿位置と合わせたことから、車端部より若干奥まった位置に搭載された。

## 導入後の変遷
本形式は自社線内だけでなく、青梅電気鉄道（現・JR青梅線）や南武鉄道の宿河原駅から分岐して小田急電鉄の稲田登戸駅に至る連絡線を介して小田急電鉄にも乗り入れていた。1944年（昭和19年）に南武鉄道の保有する路線が戦時買収・国有化されたことに伴い、本形式も国鉄籍へ編入されたが、買収後も南武鉄道在籍当時の形式番号のまま、西国立機関区（後の立川機関区）に配置され、南武線や青梅線で貨物列車の牽引に使用された。
1952年（昭和27年）に国鉄形式を付与され、ED34形ED34 1 - ED34 4と改番されたのち、1961年（昭和31年）にはED27形（2代）ED27 11 - ED27 14と再び改番された。その後車体の改装が実施され、側面通風器形状の変更や、側面の乗務員室扉の埋め込みなどが行われた。
1968年（昭和43年）にED27 11・ED27 12が、1971年（昭和46年）にED27 13・ED27 14がそれぞれ廃車となり、日本国有鉄道（国鉄）における本形式は形式消滅した。そのうちED27 12は1969年（昭和44年）に岳南鉄道に譲渡され、ED27 1と改番の上で導入されたが、自重が過大であったことなどが災いして1971年（昭和46年）に廃車となった。廃車後の各車両はいずれも解体処分され、南武鉄道1001形として新製された車両は現存しない。